# Vitribbat strandfly
Vitribbat strandfly (Conisania leineri) är en fjärilsart som beskrevs av Christian Friedrich Freyer 1836. Vitribbat strandfly ingår i släktet Conisania och familjen nattflyn. Enligt den svenska rödlistan är arten akut hotad i Sverige. Arten förekommer i Götaland. Artens livsmiljö är havsstränder, jordbrukslandskap. Inga underarter finns listade i Catalogue of Life.